# SPINDLE
SPINDLE（スピンドル）は、仮想通貨の名称。

## 概要
東京都千代田区に存在する株式会社BLACK STAR&CO.によって構想される。
仮想通貨は社会に浸透しつつあるが、投資面から見た場合には価格が安定せず、ボラティリティが非常に高く、一般の人々がトレーディングするにはハードルが高い。このため今までにない透明性と公平性を持つ投資のプラットフォームとしてSPINDLEのプロジェクトが始められた。
2017年12月26日にGACKTのオフィシャルブログにSPINDLEの事業者として関わったことを公開する。仮想通貨とは世界最大の成長産業として、世界から取り残されていく日本経済に危惧したため関わることとした。
2018年7月19日の新聞報道では、金融庁はBLACK STAR&CO.は仮想通貨交換業を無登録で行う資金決済法違反の疑いがあるとする。7月25日にAppBankは新聞報道を厳粛に受け止めて同社のサービスでSPINDLEの取り扱いを一時停止する。
8月15日にSPINDLEのプロジェクトを始めたBLACK STAR&CO.は日本国内の拠点を閉鎖した。このことでSPINDLEの事実上の断念。
8月27日にGACKTが更新したブログでは、一連の報道での疑惑を全て否定するものの反証は行っていない。SPINDLEは同年の5月19日に世界5カ国で上場して、この時点では上場時の10分の1の価値になっていた。上場前に販売されていた価格の100分の1になっていた。
伊藤博敏は、SPINDLEは金融庁は売って良いか悪いか明確にしていなかった時期のことのため資金決済法違反にはならないだろうとする。GACKTがSPINDLEで一番儲けて、数億円から10億円が入っただろうとする。SPINDLEは代理店となることで儲かるシステムで、代理店として売れば25%が入ってきて、GACKT本人も代理店として一番儲けたとする。SPINDLEではプロ野球選手や芸能人や資産家などから100億円を集めただろうとする。SPINDLEのような仮想通貨は新興宗教と似ており夢を売る世界でGACKTに布施をしたようなものでGACKTに責任があるとするのは難しい、GACKTに勧誘されて騙されたとして裁判は起こせるだろうが、金が返ってくるのは難しいとする。